# Mapi León
María Pilar León Cebrián (Zaragoza, 13 de junio de 1995), más conocida como Mapi León, es una futbolista española que juega como defensa central en el F. C. Barcelona de la Primera División de España.
Inició su carrera profesional en el Prainsa Zaragoza (actual Zaragoza Club de Fútbol Femenino), posteriormente fichó por el RCD Espanyol y por el Atlético de Madrid hasta que en 2017 el F. C. Barcelona se hizo con sus servicios por 50.000€ en donde fue la primera futbolista española por la que se pagaba un traspaso.
Hasta la fecha se ha proclamado campeona de Liga hasta en tres ocasiones (una con el Atlético de Madrid y otras dos con el F. C. Barcelona), campeona de la Copa de la Reina en cuatro, campeona de la Supercopa de España en una y campeona de la Liga de Campeones en tres. En 2019 fue una de las seleccionadas para participar en el Mundial de fútbol de Francia de 2019 y fue campeona de la Liga de Campeones Femenina en 2021, 2023 y 2024. En 2023 fue elegida para formar el 11 ideal femenino del the best.

## Biografía
Nacida en Zaragoza el 13 de junio de 1995, es hija de Javier y Pilar, y tiene un hermano mayor.
Empezó jugando a voleibol con siete años, para luego pasarse al fútbol sala. Sus inicios en el fútbol fueron en el Prainsa Zaragoza, después de que el director deportivo del club la viera jugando con su hermano mientras acompañaban a sus padres al supermercado.
Es conocida su afición por el dibujo y los tatuajes. Algunos de los que lleva se los ha hecho ella misma. De pequeña ganó una beca para estudiar en una escuela de arte, pero la rechazó para seguir jugando a fútbol.
Activista contra la homofobia en el deporte, en 2018 decidió hacer pública su orientación sexual explicando en su cuenta de Instagram que era lesbiana. En julio de 2018 fue una de las pregoneras del Orgullo de Madrid. En 2018 y 2019 fue distinguida como una de las 50 personas más influyentes contra la homofobia en España. En 2023 estuvo en el puesto 63 de la lista de las 100 personas LGBT más influyentes, elaborada por La Otra Crónica.

## Trayectoria

### Prainsa Zaragoza
Empezó su trayectoria en el fútbol 11 en el club aragonés, donde se formó. Debutó en primera división en 2011 con tan solo 16 años, en un partido ante el Barça. Jugó con el primer equipo hasta el 2013, cuando se trasladó a Barcelona tras su fichaje por el Espanyol.

### R. C. D. Espanyol
Tras cuatro temporadas en Zaragoza, León fichó por el Espanyol, donde jugó una temporada. Su buena temporada en el club perico le valió varias convocatorias con la selección nacional, además del interés de diversos grandes clubs españoles.

### Atlético de Madrid
En verano de 2014 llegó al Atlético de Madrid donde jugó tres años. Tras jugar haber jugado como extremo durante toda su trayectoria profesional, el entrenador decidió recolocarla como central, posición que no ha abandonado desde entonces. Fue durante su estancia en el club cuando recibió la primera llamada por parte del seleccionador de la roja absoluta.
En verano de 2017, tras diversos rumores, León abandonó la capital para incorporarse a las filas del F. C. Barcelona, a pesar de tener un año más de contrato con el club colchonero. Finalizó su etapa en Madrid habiendo ganado un campeonato de Liga y una Copa de la Reina.

### F. C. Barcelona

#### Temporada 2017/2018
En julio de 2017 se anunció su fichaje por el F. C. Barcelona, operación por la que el club catalán pagó 50.000 euros al Atlético de Madrid. León se convirtió así en la primera española por la que se pagaba un traspaso económico. En su primera temporada como azulgrana se proclamó campeona de la Copa de la Reina tras superar en la final al Atlético de Madrid. León fue una pieza clave para los esquemas de Fran Sánchez. Participó en 29 partidos de liga y marcó dos goles.

#### Temporada 2018/2019

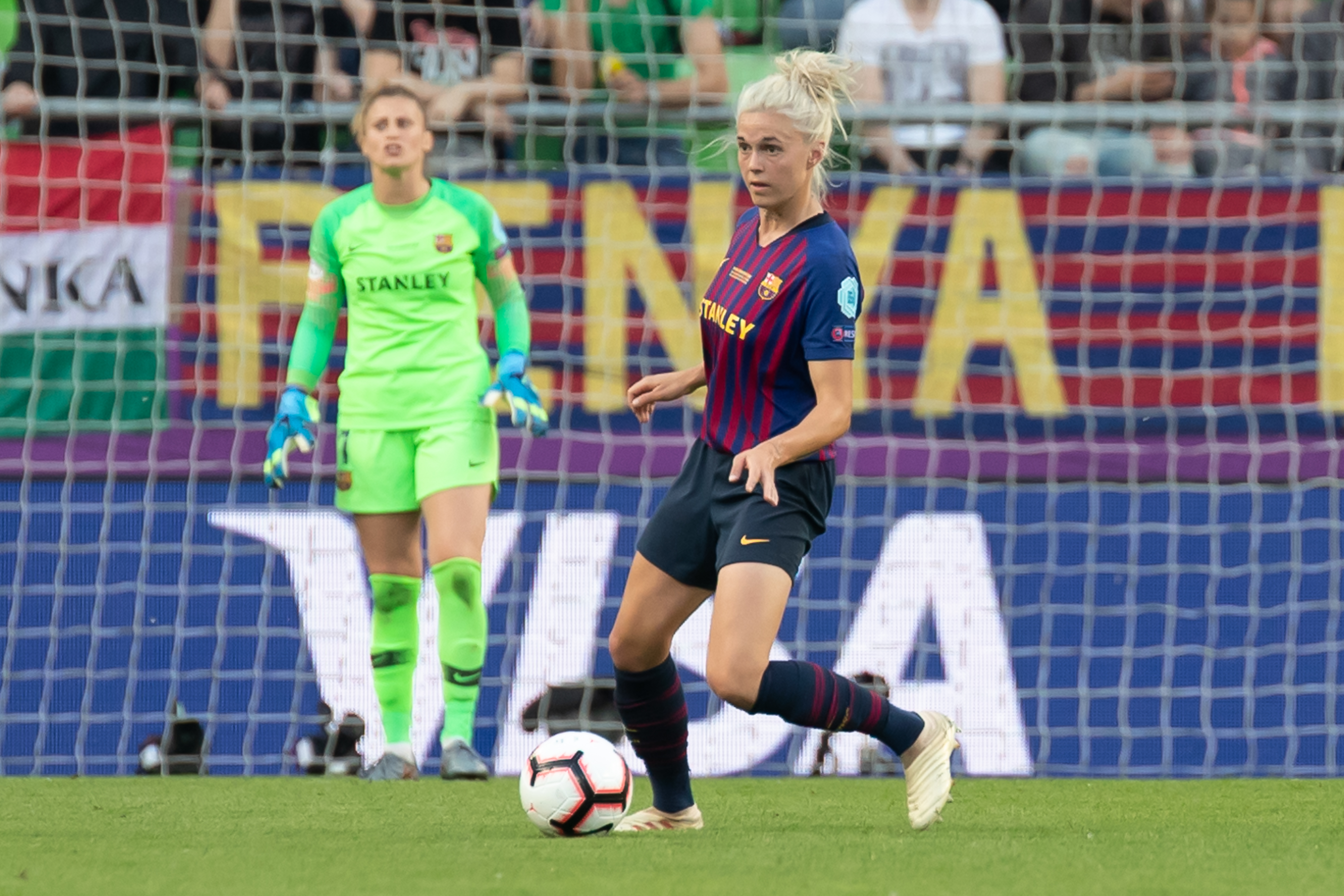
Mapi con la camiseta azulgrana en 2019.

En su segunda temporada, esta vez con Lluís Cortés en el banquillo, León volvió a ser indiscutible en el centro de la defensa azulgrana. Participó en 30 partidos de la liga doméstica y en 9 de la liga de campeones. Terminó la temporada siendo semifinalista de la Copa de la Reina y en segunda posición en la Primera Iberdrola tras el Atlético de Madrid. En abril el club anunció la renovación de su contrato hasta 2022.
Por primera vez en la historia del club catalán, el equipo se clasificó para jugar la final de la Liga de Campeones. Las azulgrana hicieron así historia en fútbol femenino español ya que fue la primera vez que ningún equipo español conseguía dicho hito. El equipo perdió la final por 4 goles a 1 frente al Olympique de Lyon.

#### Temporada 2019/2020
El equipo debutó en la liga con una victoria por 9-1 ante el Club Deportivo Tacón. Por primera vez se jugó en el recién estrenado Estadio Johan Cruyff situado en las inmediaciones de la Ciudad Deportiva Joan Gamper. En febrero de 2019, las azulgranas ganaron la primera Supercopa de España femenina de la historia ante la Real Sociedad. En mayo de 2020 el equipo de Lluís Cortés se proclamó campeón de la Liga Iberdrola a falta de ocho jornadas por disputar debido a la suspensión de la competición doméstica a causa de la pandemia por la Covid-19.
También la Copa de la Reina fue aplazada a causa de la pandemia y el tramo final de la competición se jugó en febrero de 2021. Las azulgranas se enfrentaron en la final al Escuela de Fútbol Logroño en el estadio de la Rosaleda de Málaga donde ganaron por 3 goles a cero. En cuanto a la competición europea, el equipo cayó eliminado en semifinales frente al Wolfsburgo.
Fue nominada junto a cinco compañeras para formar parte del mejor once del año 2020 por la UEFA.

#### Temporada 2020/2021
El equipo empezó la temporada con el primer clásico femenino de la historia que se disputó en la ciudad deportiva de Valdebebas, con resultado de 0-4. El 6 de enero, se jugó el derbi contra el Espanyol en el Camp Nou, siendo la primera vez en 50 que el equipo femenino jugaba en el estadio azulgrana. El 9 de mayo se proclamaron campeonas de liga tras un empate de su principal perseguidor, el Levante. Las azulgranas revalidaron así el título conseguido la temporada anterior a falta de ocho jornadas por disputar.
En enero de 2021 se jugó, en formato final a 4, la segunda edición de la Supercopa de España. El equipo jugó la semifinal frente al Atlético de Madrid, en un partido que terminó con empate a 1. Las azulgranas quedaron eliminadas en la tanda de penaltis y no pudieron revalidar el título de la campaña anterior.
En marzo de 2021, el equipo se clasificó para jugar las semifinales de la Liga de Campeones tras eliminar en cuartos de final al Manchester City. Tras eliminar al Paris Saint-Germain en semifinales, las azulgranas se clasificaron para jugar su segunda final europea de la historia. Finalmente se proclamaron campeonas de Europa el 16 de mayo en la ciudad sueca de Gotemburgo tras golear al Chelsea por 4-0.
A finales de mayo se disputó la Copa de la Reina en formato final four en el Estadio Municipal de Butarque. El equipo venció en semifinales al Madrid CFF por 4-0 y se enfrentó en la final al Levante. El cuadro de Lluís Cortés venció por 4 goles a 2 y se proclamó campeón por segunda vez consecutiva y octava en la historia. Además culminaron la temporada con un triplete histórico para el club y para el fútbol femenino español.
León terminó su cuarta temporada defendiendo la camiseta azulgrana habiendo disputado 27 partidos de liga, 3 de Copa de la Reina y 9 de Liga de Campeones; además de haber sumado tres goles. Fue una de las elegidas para formar el once ideal de la UEFA de la temporada 20/21. 

### Estilo de juego
María Pilar León Cebrián es una defensa central zurda que destaca por su contundencia, rapidez y juventud, así como por su polivalencia, ya que también puede actuar como lateral. Se trata de una futbolista técnica con un perfil ofensivo, también, cuando el equipo lo necesita, y juega en la banda gracias a su gran despliegue físico que le permite sumarse al ataque.

## Selección nacional
Debutó en la selección española el 15 de septiembre del 2016 en un partido contra la selección de Montenegro con una victoria por 13-0. En febrero de 2017 formó parte de la selección que ganó la Copa de Algarve, torneo de preparación para la Eurocopa disputada ese mismo año. Durante este torneo, León fue elegida como tercera capitana del equipo. En 2017 fue una de las convocadas para disputar el Europeo de 2017 celebrado en Países Bajos. La selección cayó eliminada en cuartos de final frente a la selección de Austria tras caer en la tanda de penaltis.
En julio de 2019 se anunció que era una de las seleccionadas para formar parte del equipo español que disputaría la Copa Mundial Femenina de Fútbol de Francia. La selección pasó por primera vez la fase de clasificación, pero fue eliminada en octavos de final por la selección de Estados Unidos. León fue una fija en el once de Vilda haciendo pareja de centrales junto a Irene Paredes.
En enero de 2020 viajó con la selección a Estados Unidos para participar por primera vez en la She Believes Cup. El equipo de Vilda concluyó el campeonato con una victoria por 3-1 ante Japón, una derrota por la mínima (1-0) ante las vigentes campeonas del Mundo, Estados Unidos; y una victoria, también por la mínima ante Inglaterra (1-0). La roja terminó su participación en el torneo en segunda posición por detrás de las estadounidenses. En septiembre de 2022, junto con otras 14 jugadoras, renunció a la selección mientras no se revirtieran ciertos aspectos internos con el seleccionador, Jorge Vilda.

### Participaciones internacionales
| Campeonato      | Equipo             | Sede         | Resultado        |
| --------------- | ------------------ | ------------ | ---------------- |
| Eurocopa 2017   | Selección española | Países Bajos | Cuartos de final |
| Mundial de 2019 | Selección española | Francia      | Octavos de final |
| Eurocopa 2022   | Selección española | Inglaterra   | Cuartos de final |

## Estadísticas

### Clubes
Actualizado al último partido disputado el 24 de mayo de 2025.
| Club                         | Div.                | Temporada           | Liga  | Liga  | Copa  | Copa  | Continental | Continental | Otros | Otros | Total | Total |
| Club                         | Div.                | Temporada           | Part. | Goles | Part. | Goles | Part.       | Goles       | Part. | Goles | Part. | Goles |
| ---------------------------- | ------------------- | ------------------- | ----- | ----- | ----- | ----- | ----------- | ----------- | ----- | ----- | ----- | ----- |
| Transportes Alcaine · España | 1.ª                 | 2010-11             | 4     | -     | 2     | -     | -           | -           | -     | -     | 6     | 0     |
| Transportes Alcaine · España | 1.ª                 | 2011-12             | 32    | 4     | -     | -     | -           | -           | -     | -     | 32    | 4     |
| Transportes Alcaine · España | 1.ª                 | 2012-13             | 28    | 2     | 5     | 1     | -           | -           | -     | -     | 33    | 3     |
| Transportes Alcaine · España | Total               | Total               | 64    | 6     | 7     | 1     | -           | -           | -     | -     | 71    | 7     |
| R. C. D. Espanyol · España   | 1.ª                 | 2013-14             | 30    | 4     | -     | -     | -           | -           | -     | -     | 30    | 4     |
| R. C. D. Espanyol · España   | Total               | Total               | 30    | 4     | -     | -     | -           | -           | -     | -     | 30    | 4     |
| Atlético de Madrid · España  | 1.ª                 | 2014-15             | 29    | -     | 2     | -     | -           | -           | -     | -     | 31    | 0     |
| Atlético de Madrid · España  | 1.ª                 | 2015-16             | 28    | 1     | 3     | -     | 4           | -           | -     | -     | 35    | 1     |
| Atlético de Madrid · España  | 1.ª                 | 2016-17             | 27    | 3     | 3     | -     | -           | -           | -     | -     | 30    | 3     |
| Atlético de Madrid · España  | Total               | Total               | 84    | 4     | 8     | 0     | 4           | 0           | 0     | 0     | 96    | 4     |
| F. C. Barcelona · España     | 1.ª                 | 2017-18             | 29    | 2     | 3     | 0     | 5           | 0           | -     | -     | 37    | 2     |
| F. C. Barcelona · España     | 1.ª                 | 2018-19             | 30    | 1     | 3     | 0     | 9           | 1           | 2     | -     | 44    | 2     |
| F. C. Barcelona · España     | 1.ª                 | 2019-20             | 19    | 0     | 6     | 0     | 5           | 0           | 4     | -     | 32    | 0     |
| F. C. Barcelona · España     | 1.ª                 | 2020-21             | 27    | 3     | 4     | 0     | 9           | 0           | 1     | -     | 40    | 3     |
| F. C. Barcelona · España     | 1.ª                 | 2021-22             | 22    | 2     | 4     | 1     | 9           | 1           | 1     | -     | 36    | 4     |
| F. C. Barcelona · España     | 1.ª                 | 2022-23             | 25    | 3     | -     | -     | 11          | 2           | 2     | -     | 38    | 5     |
| F. C. Barcelona · España     | 1.ª                 | 2023-24             | 10    | 1     | -     | -     | 2           | -           | -     | -     | 12    | 1     |
| F. C. Barcelona · España     | 1.ª                 | 2024-25             | 26    | 1     | 3     | -     | 10          | 2           | 2     | -     | 41    | 3     |
| F. C. Barcelona · España     | Total               | Total               | 188   | 13    | 20    | 1     | 60          | 6           | 12    | 0     | 280   | 20    |
| Total en su carrera          | Total en su carrera | Total en su carrera | 366   | 27    | 35    | 2     | 63          | 6           | 12    | 0     | 477   | 35    |

## Palmarés

### Títulos nacionales
| Título             | Club               | País   | Año  |
| ------------------ | ------------------ | ------ | ---- |
| Copa               | Atlético de Madrid | España | 2016 |
| Campeonato de Liga | Atlético de Madrid | España | 2017 |
| Copa               | F. C. Barcelona    | España | 2018 |
| Supercopa          | F. C. Barcelona    | España | 2020 |
| Campeonato de Liga | F. C. Barcelona    | España | 2020 |
| Copa               | F. C. Barcelona    | España | 2020 |
| Campeonato de Liga | F. C. Barcelona    | España | 2021 |
| Copa               | F. C. Barcelona    | España | 2021 |
| Supercopa          | F. C. Barcelona    | España | 2022 |
| Copa               | F. C. Barcelona    | España | 2022 |
| Campeonato de Liga | F. C. Barcelona    | España | 2022 |
| Supercopa          | F. C. Barcelona    | España | 2023 |
| Campeonato de Liga | F. C. Barcelona    | España | 2023 |
| Supercopa          | F. C. Barcelona    | España | 2024 |
| Campeonato de Liga | F. C. Barcelona    | España | 2024 |
| Copa               | F. C. Barcelona    | España | 2024 |
| Supercopa          | F. C. Barcelona    | España | 2025 |
| Campeonato de Liga | F. C. Barcelona    | España | 2025 |
| Copa               | F. C. Barcelona    | España | 2025 |

### Títulos internacionales
| Título            | Equipo          | Sede       | Año  |
| ----------------- | --------------- | ---------- | ---- |
| Liga de Campeones | F. C. Barcelona | Gotenburgo | 2021 |
| Liga de Campeones | F. C. Barcelona | Eindhoven  | 2023 |
| Liga de Campeones | F. C. Barcelona | Bilbao     | 2024 |

### Campeonatos regionales
| Título        | Club            | Región   | Año  |
| ------------- | --------------- | -------- | ---- |
| Copa Cataluña | F. C. Barcelona | Cataluña | 2018 |
| Copa Cataluña | F. C. Barcelona | Cataluña | 2019 |

### Distinciones individuales
| Distinción                                          | Año  |
| --------------------------------------------------- | ---- |
| Incluida en el Equipo Ideal de la Liga de Campeones | 2021 |
| Incluida en el 11 ideal FIFA fifpro                 | 2022 |
| Incluida en el equipo ideal de la Liga de Campeones | 2023 |

## Polémicas
El 9 de febrero de 2025, durante el derbi Barça-Espanyol, cometió una acción contra la jugadora rival Daniela Caracas en la que tocaba su entrepierna. El vídeo del incidente se viralizó en las redes sociales al día siguiente, provocando reacciones en contra de muchos aficionados.
El RCD Espanyol emitió un comunicado condenando el hecho: «En una jugada del encuentro, la jugadora del FC Barcelona, María Pilar León, en medio de un forcejeo con nuestra futbolista, Daniela Caracas, realizó un gesto que vulnera la intimidad de nuestra jugadora. Si bien Caracas, en el momento, no pudo reaccionar a causa del impacto que le causó la situación; posteriormente, al asimilar lo sucedido, tomó conciencia de la gravedad del gesto». «Además, hemos puesto a disposición de nuestra jugadora los servicios jurídicos del Club por si desea emprender acciones legales».
Horas más tarde, el Barcelona difundió un comunicado firmado por su jugadora en el que León afirmaba que le tocó la pierna reaccionando al encontronazo con Caracas, a la que le dijo «qué te pasa». «En ningún momento vulneré, ni tuve la intención de vulnerar, la intimidad de mi compañera de profesión. [...] Es un simple lance del juego». La futbolista maña expresó sobre la situación que «solo busca dañar mi imagen y principios». «Me encuentro muy disgustada y decepcionada, y es por eso que me reservo el derecho de emprender acciones legales contra quien pretenda aprovechar este lance del juego para perjudicarme y seguir difamando sobre pruebas infundadas», finalizaba la nota.